# 바이주 노얀

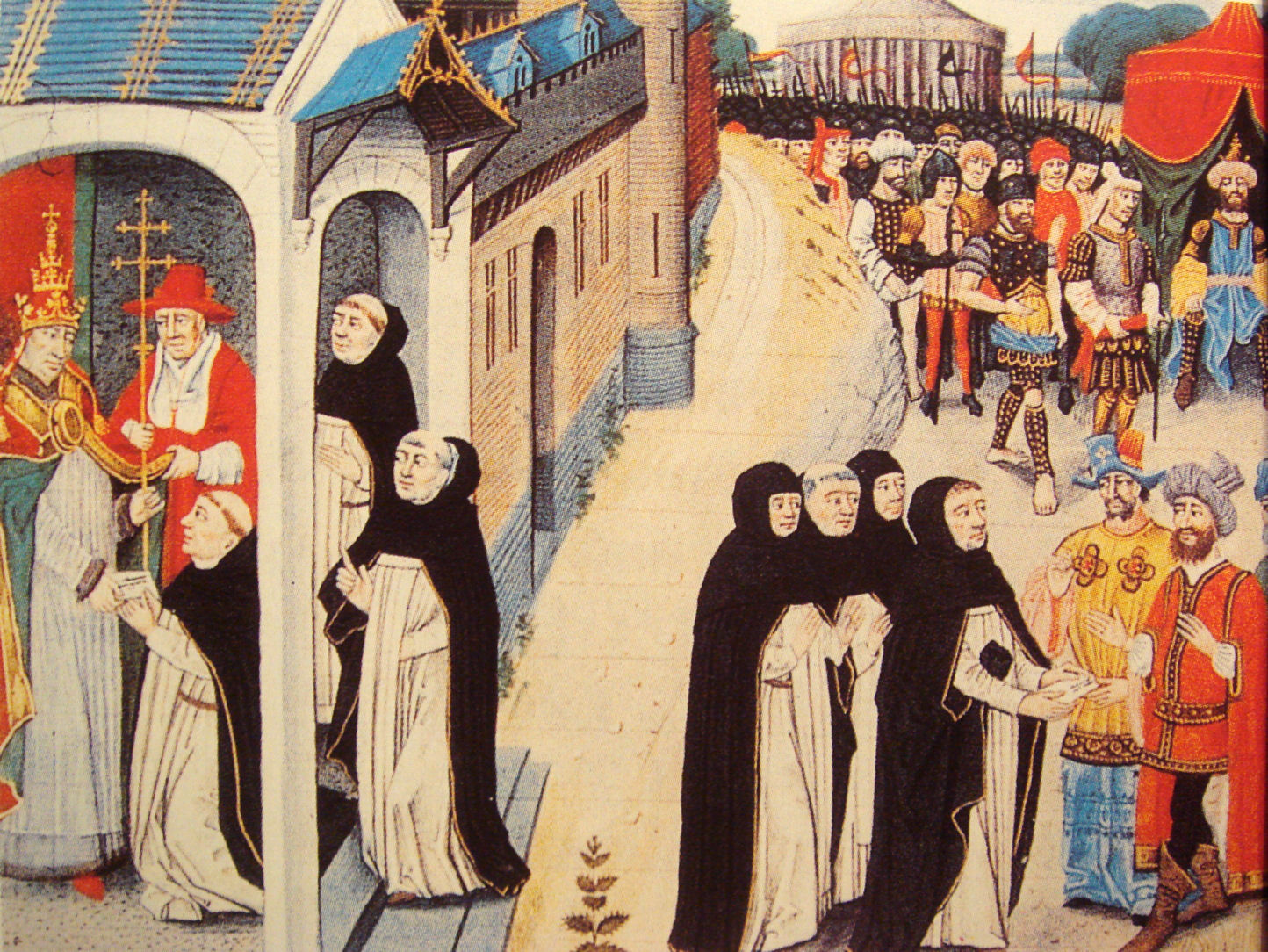
롬바르디아의 아셀린이 교황 인노첸시오 4세(왼쪽)로부터 편지를 받아 몽골 제국의 바이주 장군(오른쪽)에게 전달하는 모습을 묘사한 그림

바이주 노얀(몽골어: ᠪᠠᠶᠢᠵᠤ ᠨᠣᠶᠠᠨ, 중국어: 拜住, 생년 미상 ~ 1260년)은 몽골 제국의 장군으로, 보르지긴씨족의 친족인 베수트부 출신이며, 페르시아 진출군의 제2대, 제4대 사령관이었다. 
칭기즈 칸의 측근 제베의 친척이었으며, 그의 가문은 보르지긴씨족과는 먼 친족간이 되는 베수드부였다.
칭기즈 칸의 7대조 카이두의 후손이자, 바이신호르 독신의 차남 치르하링쿠아의 후손이며, 치르하 링쿠아의 차남 베수타이의 후손이었다. 칭기즈 칸의 사준사구였던 제베르와는 친족간이었다.
바이주는 천호직에 임명되어 크로마칸의 부장이 되어 서방 원정 중 호라즘 원정에 참여했다. 1242년 크로마칸이 죽자 그는 페르시아 원정군과 아나톨리아, 소아시아군의 통령이 되었다. 1243년 코란산 전투에서 룸 술탄국에 크게 패하고, 사절을 보내 항복을 선언했다. 그는 막사에서 로마 교황이 파견한 사절을 접하였다. 귀위크 칸 즉위 후 1247년 귀위크 칸은 그를 해임하고 엘지기데이를 페르시아 정벌군 총사령관으로 임명했다.
몽케 칸 즉위 후, 엘지기데이가 살해되자 그가 다시 페르시아 정벌군 총사령관이 되었다. 후에 훌라구가 페르시아로 출진하여 총사령관이 되고, 바이주는 만호가 되었다. 1258년 페르시아 이라크 바그다드 공격에 참여했다. 1259년 훌라구의 우측 부대를 이끌고 시리아를 공격했다.
| 전임 크로마칸 | 제2대 몽골의 페르시아, 소아시아의 총독 1241년~1247년 | 후임 엘지기데이 |

| 전임 엘지기데이 | 제4대 몽골의 페르시아, 소아시아의 총독 1251년~1255년 | 후임 훌라구 |